# Кролевець (футбольний клуб)
ФК «Кролевець» — український муніципальний футбольний клуб з міста Кролевець, Конотопського району, Сумської області. З 2004 року виступає в  Чемпіонату Сумської області та Кубку Сумської області. Домашні матчі проводить на стадіон «Спартак» імені М. В. Лавринця місткістю 5200 глядачів. Головний тренер Щастливий Сергій Миколайович, помічник тренера Пустовойт Петро Андрійович.

## Попередні назви команди
- ФК «Арматурник» (Кролевець)[5].
- ФК «Спартак» (Кролевець)[6].
- до 2003:  ФК «Зернопром» (Кролевець).
- 2004 — 2012:  ФК «Кролевець»
- 2013 — 2018:  ФК «Локомотив» (Кролевець)[7]
- з 2018:  ФК «Кролевець»

## Хронологія виступів
Чемпіонат Сумської області з футболу (Вища ліга):
- 1994 —  Бронзовий призер (1);
- 2004 — 6-те місце;
- 2005 — 8-ме місце;
- 2006 — 9-те місце;
- 2007 — 6-те місце;
- 2008 — 9-те місце;
- 2009 — 7-ме місце;
- 2010 — 8-ме місце;
- 2011 — 8-ме місце;
- 2012 — 8-ме місце;
- 2013 —  Срібний призер (1);
- 2014 —  Срібний призер (2);
- 2015 — 5-те місце;
- 2016 —  Бронзовий призер (2);
- 2017 — 7-ме місце;
- 2018 — 7-ме місце;[8]
- 2019 — 4-те місце;[9]
- 2020 — 9-те місце;[10]
- 2021 — 8-ме місце;[3][11]

Чемпіонат Сумської області з футболу (Перша ліга):
- 2022 — 6-те місце;
- 2023 — 5-те місце;

## Досягнення
- Чемпіонат Сумської області
  -  Срібний призер  (2): 2013[12],2014
  -  Бронзовий призер  (2): 1994, 2016[13]
- Кубок Сумської області
  -  Фіналіст (1): 2017[14].
- Суперкубок Сумської області
  -  Фіналіст (1): 2018.

## Відомі гравці
- Сергій Щасливий
- Сергій Романовський